# Kaslo (circonscription britanno-colombienne)
Pour les articles homonymes, voir Kaslo.
Circonscription électorale provinciale du Canada
Kaslo est une ancienne circonscription provinciale de la Colombie-Britannique représentée à l'Assemblée législative de la Colombie-Britannique de 1903 à 1924.

## Géographie
La circonscription représentait le village et la région autour de Kaslo (en) dans le sud-est de la province.
La circonscription apparaît à la suite de l'augmentation de la population de la région de la circonscription de West Kootenay South causée par le développement des mines d'argent et de galène. Les circonscriptions de Slocan, Greenwood, Rossland, Grand Forks, Nelson City et Ymir apparaissent aussi durant cette période.

## Liste des députés
| Législature                                                 | Années    | Député | Député               | Parti        |
| Kaslo                                                       | Kaslo     | Kaslo  | Kaslo                | Kaslo        |
| ----------------------------------------------------------- | --------- | ------ | -------------------- | ------------ |
| 10e                                                         | 1903–1907 |        | Robert Francis Green | Conservateur |
| 11e                                                         | 1907–1909 |        | Neil Franklin MacKay | Conservateur |
| 12e                                                         | 1909–1912 |        | Neil Franklin MacKay | Conservateur |
| 13e                                                         | 1912–1916 |        | Neil Franklin MacKay | Conservateur |
| 14e                                                         | 1916–1920 |        | John Keen            | Libéral      |
| 15e                                                         | 1920–1924 |        | Fred W. Lister       | Conservateur |
| Circonscription fusionnée à Slocan pour former Kaslo-Slocan |           |        |                      |              |